# Margareta Maria Fabritz
Margareta Maria Fabritz, född 1 juli 1716 i Stockholm, död i Örebro 28 februari 1800, var en av Sveriges första professionella inhemska kvinnliga skådespelare, gift med Peter Lindahl och mor till Margareta Seuerling.  

## Biografi
Margareta Maria Fabritz var det äldsta av fem barn till den framgångsrike och förmögne järnkrämaren Lars Fabritz och Maria Larsdotter.   
Hennes far gick i konkurs och avled 1737, samma år som den svensktalande teatern öppnades i Stora Bollhuset. Det är inte känt hur och när hon anställdes vid teatern, men hon var från 14 februari 1742 gift med aktören Peter Lindahl. Vid giftermålet kallas hon aktris, och år 1741 finns det en annan notis där hon benämns så, och hon borde därmed ha varit verksam som sådan från åtminstone detta år – flera kvinnor anställdes vid Bollhusteatern år 1740, som ersättning för de tre första skådespelerskorna, som avgick från scenen samtidigt 1739.   
Hon tillhörde de mer kända medlemmarna av truppen, och namnges 1754 som en av de fyra kvinnliga ledamöterna i teaterns styrelse tillsammans med Lisa Söderman-Lillström, Johanna Catharina Enbeck-Gentschein och Catharina Sophia Murman; hennes man var en annan av ledamöterna.
Då Bollhusteatern stängdes för den svenska truppen 1753–1754 turnerade hon med sin man i ett kringresande teatersällskap, där även deras dotter Margareta Seuerling uppträdde. De var även medlemmar i den trupp som leddes av hennes svärson Carl Gottfried Seuerling under 1768–1795. Hon blev änka 1792. 1795 bosatte hon sig med svärsonen i Örebro, där hon dog 1800.